# Henri Daniel Verbeeck
Pour les articles homonymes, voir Verbeeck.
Henri Daniel Verbeeck, né à Anvers, le 6 mars 1816 et mort dans la même ville le 25 décembre 1863, est un peintre belge connu pour ses paysages.
Au Salon de Bruxelles de 1845, il obtient une médaille de vermeil. Ses œuvres sont notamment conservées au Musée des Beaux-Arts de Gand.

## Biographie

### Famille
Henri Daniel Verbeeck, né à Anvers le 6 mars 1816, est le fils de Pierre Verbeeck (1790), ébéniste, et de Barbe Thibaut (1791), mariés à Anvers le 7 février 1816. 
Le 15 octobre 1856, Henri Daniel Verbeeck, après avoir longtemps vécu place de Meir avec les Thibaut, sa famille maternelle, épouse à Anvers Marie Catherine Mathot (1827-1909), marchande de modes. Le couple s'établit rue du Lombard à Anvers.

### Formation
Henri Daniel Verbeeck est étudiant à l'Académie royale des beaux-arts d'Anvers et se perfectionne sous la direction du peintre Henri Van der Poorten. Le 14 août 1838, dans le cadre du Salon de Gand, il remporte, à l'unanimité voix des membres du jury, le premier prix du concours de peinture de paysages, dont le thème imposé est : Site boisé, quelques wagons ou voitures attelés.

### Carrière
C'est au Salon de Bruxelles de 1836 qu'Henri Daniel Verbeeck expose pour la première fois à un salon triennal belge. Il participe ensuite à plus de vingt éditions des Salons, jusqu'en 1861. Il expose également à cinq Expositions des maîtres vivants aux Pays-Bas (de 1845 à 1859). Un voyage en Suisse, vers 1857, lui permet de réunir les matériaux d'une nombreuse collection de vues.
Lorsqu'il présente Hiver, vue prise aux environs d'Anvers au Salon de Bruxelles de 1845, Henri Verbeeck obtient une médaille de vermeil.
Membre de la Société royale des Beaux-Arts d'Anvers, Henri Verbeeck contribue pour une large part à la fondation, en 1848, de l'Association des Artistes qui fusionne en 1852 avec le Cercle artistique scientifique et littéraire. 
Henri Daniel Verbeeck meurt après une longue maladie qui l'empêchait de peindre, à l'âge de 47 ans, à Anvers le 25 décembre 1863.

## Œuvre

### Caractéristiques
Son champ pictural couvre essentiellement les paysages, réalisés pour la plupart en Belgique dans la région d'Anvers, à Dinant et en Ardenne. Son œuvre rappelle parfois celle de Barend Cornelis Koekkoek. Il peint fréquemment les sites couverts de bruyères et également quelques vues prises en Suisse, où il a voyagé.
Le paysage qui remporte le concours de Gand de 1838 est décrit par le peintre et critique gantois Adolphe-Pierre Sunaert : entre deux élévations de terrain, se dirige vers le fons, une route sablonneuse, où d'abord, sous un grand chêne, on remarque un paysan causant avec deux paysannes, dont l'une est assise. Plus loin, près d'un groupe de cinq arbres, s'avance vers le fonds une charrette de foin, suivie d'une voiture montée par les faucheurs.
Au Salon de Bruxelles de 1845, le critique Victor Joly note sobrement, au sujet de son tableau Hiver, vue prise aux environs d'Anvers : « Bonnes études d'arbres, l'ensemble n'est pas sans mérite ».
En 1849, lors du Salon d'Anvers, le critique Josse Cels écrit dans La Revue de la Flandre que le talent d'Henri Verbeeck est inégal. Si sa Vue des Polders en hiver est médiocre, sa Bruyère aux environs d'Anvers le range parmi les bons paysagistes. Le ciel en est beau de ton et de mouvement, le paysage est simple et grandiose dans ses masses, d'un aspect général rempli de vérité, d'une couleur délicate et très nature. Les pins sont majestueux de port et beaux d'exécution, mais la bruyère l'emporte sur tout le reste, ces petites plantes d'un vert gris et violâtre qui ne recouvrent qu'à demi le sable sont d'une touche pleine de franchise, de fixité et de largeur.

### Expositions

#### Belgique

##### 1836 - 1849
- Salon de Bruxelles de 1836 : Vue prise sur les bords de la Meuse[8].
- Salon de Gand (XVII) de 1838 : Site boisé, quelques wagons ou voitures attelés (premier prix au concours de paysages)[9].
- Salon de Bruxelles de 1839 : Paysage dans la Campine[10].
- Salon d'Anvers de 1840 : Vue des environs d'Anvers[11].
- Salon de Gand (XVIII) de 1841 : Une cascade des Ardennes[12].
- Salon de Bruxelles de 1842 : Une avenue dans les Flandres et Paysage aux environs de Dinant[13].
- Salon d'Anvers de 1843 : L'Approche d'une averse[14].
- Salon de Gand (XIX) de 1844 : Vue des environs de Visé (province de Liège)[15].
- Salon de Bruxelles de 1845 : Hiver. Vue prise aux environs d'Anvers (médaille de vermeil)[5].
- Salon d'Anvers de 1846 : Un ruisseau dans les Ardennes et Un hiver aux environs d'Anvers (acquis pour la loterie)[16].
- Salon de Bruxelles de 1848 : Un coup de vent et Soleil couchant en hiver[17].
- Salon d'Anvers de 1849 : La Bruyère des environs d'Anvers, Vue prise dans les Polders en hiver et L'Approche de l'orage, vue prise dans la bruyère[18].

##### 1850 - 1863
- Salon de Gand (XXI) de 1850 : La Bruyère[19].
- Salon de Bruxelles de 1851 : Bruyère dans la Campine et Soleil couchant dans la bruyère[20].
- Salon d'Anvers de 1852 : Une bruyère ; paysage et Après l'hiver ; soleil couchant au mois de mars[21].
- Salon de Gand (XXII) de 1853 : La Campine et La Bruyère[22].
- Salon de Bruxelles de 1854 : Lisière de bois dans les Ardennes et Hiver aux environs d'Anvers[23].
- Salon d'Anvers de 1855 : Vue aux environs d'Anvers, hiver, Lisière d'un bois, paysage et Le Matin, site boisé[24].
- Salon de Bruxelles de 1857 : Environs du Lac Majeur, à Luïno (commande du gouvernement)[25].
- Salon d'Anvers de 1858 : Site boisé, paysage, Allemagne[26].
- Salon de Gand (XXIV) de 1859 : Site boisé au bord de l'Escaut[27].
- Salon de Bruxelles de 1860 : Journée de printemps dans la bruyère[28].
- Salon d'Anvers de 1861 : Jour de printemps dans la bruyère, mois de mars et Avenue aux environs de Gallifort, novembre[29].

#### Pays-Bas
- Exposition des maîtres vivants de La Haye de 1845 : Une vue hivernale dans les environs d'Anvers[30].
- Exposition des maîtres vivants de La Haye de 1847 : Un paysage au soleil couchant[30].
- Exposition des maîtres vivants d'Amsterdam de 1852 : Une vue sur la bruyère[30].
- Exposition des maîtres vivants de La Haye de 1853 : La Bruyère et les environs de Putte en Brabant du sud[30].
- Exposition des maîtres vivants de La Haye de 1859 : Une bruyère[30].

### Collections muséales
- Musée des Beaux-Arts de Gand : Site boisé, quelques wagons ou voitures attelés[3].